# Planning Authority
Planning Authority (PA, malt. Awtorità tal-Ippjanar) – agencja rządowa odpowiedzialna za użytkowanie i planowanie gruntów na Malcie.
Została utworzona 4 kwietnia 2016 w wyniku podziału Malta Environment and Planning Authority, co zaowocowało również utworzeniem  Environment and Resources Authority.

## Struktura
Planning Authority składa się z kilku rad i komitetów:
- Executive Council (Rada Wykonawcza)
- Planning Board (Rada Planowania)
- Planning Commission (Komisja Planowania)
- Agricultural Advisory Committee (Komitet Doradczy ds. Rolnictwa)
- Design Advisory Committee (Komitet Doradczy ds. Projektów)
- Development Planning Fund (Fundusz Planowania Rozwoju)

## Krytyka
Planning Authority jest często krytykowana przez mieszkańców i organizacje pozarządowe za zatwierdzanie pozwoleń na apartamenty, które są uważane za nietypowe dla tradycyjnego krajobrazu Malty, z mieszkaniami uważanymi za zbyt duże i wykonanymi z nietradycyjnych materiałów. Jest również krytykowana za usuwanie starych willi i innych budynków, mimo że miejscowa ludność często protestuje przeciwko temu